# Schwarz-Weiß Erfurt Volley-Team
Le Schwarz-Weiß Erfurt Volley-Team est un club allemand de volley-ball fondé en 1990 et basé à Erfurt qui évolue pour la saison 2020-2021 en 1.Bundesliga.